# Lijst van gouverneurs en commissarissen van de Koning in Drenthe
Dit is een lijst van gouverneurs en commissarissen van de Koning in Drenthe. Eerstgenoemde titel werd op 1 augustus 1850 vervangen door de tweede.
| Termijn                       | Naam                                             | Leven     | Politieke kleur   | Bijzonderheden                             |
| ----------------------------- | ------------------------------------------------ | --------- | ----------------- | ------------------------------------------ |
| 1814-1831                     | Petrus Hofstede                                  | 1755-1839 | orangist          |                                            |
| 1832-1840                     | Daniël Jacob van Ewijck van Oostbroek en De Bilt | 1786-1858 |                   |                                            |
| 1840                          | Joan Derck graaf van Rechteren van Ahnem         | 1799-1886 |                   |                                            |
| 1840-1842                     | Jhr. François van Harencarspel Eckhardt          | 1784-1842 |                   |                                            |
| 1842-1846                     | Lodewijk Napoleon graaf van Randwijck            | 1807-1891 | ultraconservatief |                                            |
| 1846-1866                     | Jan Arend Godert baron de Vos van Steenwijk      | 1799-1872 |                   |                                            |
| 1866-1868                     | Jhr. Hubert Alexander Maurits van Asch van Wijck | 1815-1868 | antirevolutionair |                                            |
| 1868-1875                     | Joan Lodewijk Gerhard Gregory                    | 1808-1891 | antirevolutionair |                                            |
| 1875-1885                     | Johannes van Kuijk                               | 1819-1885 | conservatief      |                                            |
| 1885-1888                     | Cornelis Pijnacker Hordijk                       | 1847-1908 | liberaal          |                                            |
| 1888-1903                     | Jhr. Petrus Johannes van Swinderen               | 1842-1911 | VAP, CHP          |                                            |
| 1904-1917                     | Johannes Linthorst Homan                         | 1844-1926 | liberaal          |                                            |
| 1917-1931                     | Jan Tijmens Linthorst Homan                      | 1873-1932 | liberaal          |                                            |
| 1931-1943                     | Reint Hendrik baron de Vos van Steenwijk         | 1885-1964 | LSP               |                                            |
| 1943-1945                     | Jan Liebe Bouma                                  | 1889-1971 | NSB               |                                            |
| 1945-1951                     | Reint Hendrik baron de Vos van Steenwijk         | 1885-1964 | LSP, PvdV, VVD    |                                            |
| 1951-1964                     | Jaap Cramer                                      | 1899-1998 | PvdA              |                                            |
| 1964-1974                     | Karel Hendrik Gaarlandt                          | 1909-1985 | sociaaldemocraat  |                                            |
| 1974-1982                     | Tineke Schilthuis                                | 1921-2013 | PvdA              |                                            |
| 1982-1988                     | Ad Oele                                          | 1923-2017 | PvdA              |                                            |
| 1989-1993                     | Wim Meijer                                       | 1939-     | PvdA              |                                            |
| 1993-1994                     | Margreeth de Boer                                | 1939-     | PvdA              |                                            |
| 1995-2008                     | Relus ter Beek                                   | 1944-2008 | PvdA              | in het ambt overleden op 29 september 2008 |
| 2009- maart 2017              | Jacques Tichelaar                                | 1953-     | PvdA              | voortijdig afgetreden                      |
| 19 april 2017 - november 2017 | Jozias van Aartsen                               | 1947-     | VVD               | waarnemend                                 |
| 1 december 2017 - heden       | Jetta Klijnsma                                   | 1957-     | PvdA              | [ 4 ] [ 5 ]                                |

Drenthe · Flevoland · Friesland · Gelderland · Groningen · Limburg · Noord-Brabant · Noord-Holland · Overijssel · Utrecht · Zeeland · Zuid-Holland